# Манабу Муракамі
Манабу Муракамі (яп. 村上 学, нар. 1 жовтня 1966, Кюсю, Японія) — японський майстер карате стилю Шотокан, 8-й дан, головний інструктор Міжнародної федерації карате Шотокан (SKIF). Відомий своїми перемогами на чемпіонатах світу та внеском у розвиток традиційного карате у світі.

## Біографія
Манабу Муракамі почав займатися карате у 9-річному віці. Першим його вчителем був сенсей Маруо з JKA. Після заснування SKIF сенсеєм Хірокадзу Канадзавою, Муракамі приєднався до нової організації.
У 18 років вступив до Університету Такусоку в Токіо. Після завершення навчання пройшов інструкторський курс SKIF у центральному додзьо.

## Спортивні досягнення
- Чемпіон світу SKIF у куміте:
  - 1991 — Мексика
  - 1994 — Йокогама, Японія
- Чемпіон All Japan SKIF у куміте та ката

## Інструкторська діяльність
З квітня 2014 року — головний інструктор SKIF. Проводить семінари у Європі, Азії, Африці та Південній Америці. Продовжує традиції та філософію школи Канадзави.

## Погляди
Муракамі наголошує на поєднанні радості від тренувань із дисципліною. Вважає мотивацію та самовдосконалення ключовими чинниками в досягненні успіху в карате.